# 네이트 토런스
네이선 앤드루 "네이트" 토런스(영어: Nathan Andrew "Nate" Torrence, 1977년 12월 1일 ~ )는 미국의 배우이다. 《스튜디오 60》(2006-07) 등의 텔레비전 시리즈와 《내겐 너무 과분한 그녀》(2010) 등의 영화에 출연하였다. 디즈니 애니메이션 《주토피아》(2016)에서 클로하우저 경관 역 목소리를 연기했다.

## 출연 작품

### 영화
- Suits on the Loose (2005)
- 겟 스마트 (2008)
- Get Smart's Bruce and Lloyd: Out of Control (2008)
- 마이 베프 걸 (2008)
- 내겐 너무 과분한 그녀 (2010)
- 헬로 레이디스: 더 무비 (2014)
- 주토피아 (2016)

### 텔레비전
- 고스트 위스퍼러 (2005)
- One on One (2005-06)
- 스튜디오 60 (2006-07)
- Up Close with Carrie Keagan (2008-11) - 본인
- 미스터 선샤인 (2011)
- Hello Ladies (2013-14)
- Weird Loners (2015)